# Флорографија (књига)
Флорографија: језик цвећа: митови и легенде из целог света (шп. Florigrafía : el lenguaje de las flores : mitos y leyendas del mundo) књига је колумбијске ауторке Каролине Спелман (шп. Carolina Spellman) написане 2008. године. Дело припада популарној науци и приказује митове и легенде целог света кроз симболику говора цвећа. 
Књига је преведена на српски језик 2017. године. коју је објавила издавачка кућа 4СЕ из Београда. Књига је такође изашла и на руском језику 2018. године - Флорoграфика : язык цветов : мифы и легенды со всего света (4СЕ). Друго издање Флорографија на српском језику је објављено 2022. године (4СЕ).

Ауторка је путовала по Европи, Блиском истоку, Африци, Америци посећивала познате вртове и скупљала сазнања о митовима и легендама везаним за различите цветове.

## О књизи
Пре више од двадесет година појавило се интересовање да настане ова књига. Првобитно је била идеја да се напише у романтичном и забавном тону, као што су претходници у прошлости написали многа дела посвећена језику цвећа. Током година ауторка је бележила запажања како су повезани цвеће са љубављу и религијом као највећим страстима људског бића.

### Систематика биљака
У књизи су дати и латински називи биљака, породица и род.

### Симболика цвећа
Наши преци су кроз векове тумачили значење цвећа путем митова, легенди, веровања.
У пећинама из доба старог више од 50 хиљада година пронађена је урезана слика ритуалног плеса плодности заједно са цветовима црвеног слеза чија се симболика тумачи на исти начин у различитим крајевима света.

У грчкој и римској митологији акација је довођена у везу са богињама: Артемида, Дијана, Атина. Артемида зато што је била богиња повезана с месечевим менама, а Атина због свог андрогеног карактера.Стари Грци су људе и богове претварали у цвеће и дрвеће. 

Говор цвећа први пут се јавља у Турској и арапским земљама. Најдетаљније је проучаван у Француској у 19. веку.

Поруке ружа, кукурека, дана и ноћи су познате од давнина.

## Цитат из књиге
| „ | Јасмин је веома јаког и опојног мириса који је красио палате и вртове широм Арабије, Персије, а касније и маварске калифате на југу Шпаније. Симболика овог цвета је врло контроверзна. Име му потиче од арапског разочарење и лаж. Вероватно је негативна симболика повезана са интригама које су постојале у харемима, где је живело много жена. | ” |

## Галерија биљака
- Црвена ружа
- Ђурђевак
- Зумбул
- Koka (Erythroxylum coca)
- Лаванда
- Нар
- Бршљан

## Дела посвећенајезику цвећа
- Thomas Nelson & Sons. (1875). The language of flowers: An alphabet of floral emblems. London: T. Nelson.[7]
- Pickston, Margaret. (1992). The language of flowers. England: M. Joseph Ltd.[8]
- Богомир Михајловић. (1995). Тајни говор цвећа и дрвећа : [бонтон, легенде, поруке, гајење, хороскоп, сановник].  - Београд : Партенон, (Бор : Бакар). - 269 стр. : илустр. ; 20 цм. - (Поља Партенона) 139945991
- Pickles, Sheila. (1995). The language of wild flowers. New York: Harmony Books.[9]
- Greenaway, K., & Evans, E. (2010). Language of flowers. Pook Press.[10]
- Diffenbaugh, Vanessa. (2016). The language of flowers. London Picador.[11]